# Vyaznikovsky (huyện)
Huyện Vyaznikovsky (tiếng Nga: ? райо́н) là một huyện hành chính tự quản (raion), của Tỉnh Vladimir, Nga. Huyện có diện tích 2211 km², dân số thời điểm ngày 1 tháng 1 năm 2000 là 56000 người. Trung tâm của huyện đóng ở Vyazniki.